# 堀船
堀船（ほりふね）は、東京都北区の町名。現行の行政地名は堀船一丁目から堀船四丁目。住居表示施行地域。
地名の読み方は昭和30年代半ばに「ほりふね」に変更されたが、学校名には「ほりふな」の読みが残る。

## 地理
東京都北区の南東部東端部、荒川区および足立区との区境に位置する。町域北東を隅田川を挟んで対岸に足立区宮城と相対し、南東を荒川区西尾久、南を上中里および栄町、西を石神井川を挟んで王子、北を同じく石神井川を挟んで豊島と相対する。町域内を明治通りが北西から南東に通る。町域内には住宅地とともに中小の工場が多数立地している。かつて、キリンビールの東京都内で唯一の生産拠点であった東京工場が所在していたが、1998年（平成10年）8月に取手工場（茨城県取手市）と栃木工場（栃木県塩谷郡高根沢町、2010年閉鎖）に生産ラインを統合する形で操業を停止・閉鎖した。同工場は1957年（昭和32年）、東洋紡績王子工場の跡地に建設され、横浜工場（神奈川県横浜市鶴見区）と共に関東地方の製造拠点の一つであった。工場跡地はその後、読売新聞・朝日新聞・日刊スポーツなどの3社合同による新聞の印刷工場と日本製紙の新聞用紙保管倉庫が建設されている。

### 地価
住宅地の地価は、2025年（令和7年）1月1日の公示地価によれば、堀船3-19-6の地点で53万8000円/m2となっている。

## 歴史
1871年（明治4年）11月に浦和県（現在は埼玉県の一部）から東京府に編入された。1889年（明治22年）の町村制施行時点においては北豊島郡王子村大字「堀之内」（ほりのうち）および大字「船方」（ふなかた）といった。王子村は1908年（明治41年）に町制が施行され王子町となった。王子町は1932年（昭和7年）に東京市へ編入され王子区へ移行し、この時大字堀之内が堀船一丁目、大字船方が堀船二丁目となった。1947年（昭和22年）に滝野川区は王子区と合併して北区が成立。その後1956年（昭和31年）に町名整理により堀船一丁目・二丁目が再編され堀船一丁目 - 四丁目となった。
1964年（昭和39年）に住居表示が施行され、堀船一丁目 - 四丁目をそのまま継承し改めて堀船一丁目 - 四丁目が成立し、現在に至っている。

### 地名の由来
大字時代の「堀之内」と「船方」をより一文字ずつ取った名前である。町域内に設置された堀船小学校および堀船中学校の呼称は町名の読みとは異なり「ほりふな」と読む。

## 世帯数と人口
2023年（令和5年）1月1日時点（東京都発表）の世帯数と人口は以下の通りである。
| 丁目       | 世帯数    | 人口     |
| ---------- | --------- | -------- |
| 堀船一丁目 | 1,694世帯 | 2,958人  |
| 堀船二丁目 | 1,999世帯 | 3,765人  |
| 堀船三丁目 | 1,912世帯 | 3,442人  |
| 堀船四丁目 | 481世帯   | 852人    |
| 計         | 6,086世帯 | 11,017人 |

### 人口の変遷
国勢調査による人口の推移。
| 年                 | 人口   |
| ------------------ | ------ |
| 1995年（平成7年）  | 11,321 |
| 2000年（平成12年） | 10,345 |
| 2005年（平成17年） | 9,613  |
| 2010年（平成22年） | 9,707  |
| 2015年（平成27年） | 9,716  |
| 2020年（令和2年）  | 10,728 |

### 世帯数の変遷
国勢調査による世帯数の推移。
| 年                 | 世帯数 |
| ------------------ | ------ |
| 1995年（平成7年）  | 4,540  |
| 2000年（平成12年） | 4,491  |
| 2005年（平成17年） | 4,476  |
| 2010年（平成22年） | 4,827  |
| 2015年（平成27年） | 4,939  |
| 2020年（令和2年）  | 5,657  |

## 学区
区立小・中学校に通う場合、学区は以下の通りとなる（2023年10月時点）。
| 丁目       | 番地 | 小学校           | 中学校           |
| ---------- | ---- | ---------------- | ---------------- |
| 堀船一丁目 | 全域 | 北区立堀船小学校 | 北区立堀船中学校 |
| 堀船二丁目 | 全域 | 北区立堀船小学校 | 北区立堀船中学校 |
| 堀船三丁目 | 全域 | 北区立堀船小学校 | 北区立堀船中学校 |
| 堀船四丁目 | 全域 | 北区立堀船小学校 | 北区立堀船中学校 |

## 交通

### 鉄道
町域内に鉄道駅や停留場は設置されていない。西方にやや離れた王子駅（JR東日本京浜東北線・東京メトロ南北線）か、町域南端を東西に走る都電荒川線の王子駅前停留場及び梶原停留場が利用できる。

### 道路
- 首都高速中央環状線
  - 王子南出入口
- 東京都道306号王子千住夢の島線（明治通り）

以上の幹線道路以外は狭隘な道路が多く、路線バスが運行しにくいことから、北区役所が2024年6月27日から翌年3月末まで、予約制乗り合いタクシーの実証実験中である。

## 事業所
2021年（令和3年）時点の経済センサス調査による事業所数と従業員数は以下の通りである。
| 丁目       | 事業所数  | 従業員数 |
| ---------- | --------- | -------- |
| 堀船一丁目 | 90事業所  | 1,545人  |
| 堀船二丁目 | 73事業所  | 1,413人  |
| 堀船三丁目 | 132事業所 | 930人    |
| 堀船四丁目 | 22事業所  | 273人    |
| 計         | 317事業所 | 4,161人  |

### 事業者数の変遷
経済センサスによる事業所数の推移。
| 年                 | 事業者数 |
| ------------------ | -------- |
| 2016年（平成28年） | 324      |
| 2021年（令和3年）  | 317      |

### 従業員数の変遷
経済センサスによる従業員数の推移。
| 年                 | 従業員数 |
| ------------------ | -------- |
| 2016年（平成28年） | 3,548    |
| 2021年（令和3年）  | 4,161    |

## 施設
- 北区立堀船小学校（二丁目）
- 北区立堀船中学校（二丁目）
- 東京福祉大学王子キャンパス（二丁目）
- 北堀船郵便局（二丁目）
- 王子自動車学校（二丁目）
- 東京書籍本社（二丁目）
- 延命寺
- 福性寺
- 船方神社
- 白山神社

## その他

### 日本郵便
- 郵便番号 : 114-0004[3]（集配局：王子郵便局[18]）。